# Let Loose
Let Loose ist ein britisches Poptrio, das in den 1990er Jahren erfolgreich war. Der größte Hit ist Crazy for You aus dem Jahr 1993.

## Biografie
Die drei Musiker Lee Murray, Richie Wermerling und Robert Jeffrey fanden 1991 durch eine Zeitungsanzeige zueinander und gründeten wenig später die Gruppe Let Loose. Die von kräftigen Gitarren getragene Popmusik der Band wurde von Wemerlings markantem Gesang getragen und fand hauptsächlich im Vereinigten Königreich Anklang. Mit dem Lied Crazy for You gelang dem Trio im April 1993 erstmals der Einstieg in die englische Hitparade. Neben dem dortigen zweiten Platz war die Single auch wenige Wochen später in den österreichischen Charts gelistet (Platz 27).
Im April 1994 kletterte die Single Seventeen bis auf Platz 11 der UK-Charts, das dazugehörige Album Let Loose erreichte dort im November Platz 20. Im Januar und April 1995 folgten die Auskopplungen One Night Stand und Best in Me auf den Plätzen 12 und 8. Auch durch erfolgreiche Unplugged-Auftritte gelang es dem Trio, sich gegen ein Boygroup-Image zu wehren.
Der Vorbote für das zweite Album war Everybody Say Everybody Do. Die Single stieg im November 1995 bis auf Platz 29 der UK-Charts. Im Juni 1996 folgte mit Make It with You, das Platz 7 erreichte, noch einmal ein Top-10-Hit. Die Auskopplungen Take It Easy und Darling, Be Home Soon waren, wie auch das Album Rollercoaster, im selben Jahr kleinere Charterfolge. Daraufhin löste sich die Gruppe auf.
2008 kamen die Protagonisten nach langjähriger Pause wieder zusammen und veröffentlichten u. a. vier neue Lieder bei Myspace. Das Trio ist weiterhin aktiv.

## Mitglieder
- Richie Wermerling (eigentlich Richard John Wermerling, * 11. Mai 1968 in Whitechapel, London) – Leadgesang, Keyboard
- Rob Jeffrey (eigentlich Robert George Edward Jeffrey, * 30. November 1967 in Romford, Essex) – Gitarre, Backing Vocals
- Lee J. Murray (* 14. Mai 1970 in Edgware, Middlesex) – Schlagzeug, Perkussion, Backing Vocals

## Diskografie

### Alben
| Jahr | Titel         | Höchstplatzierung, Gesamtwochen, AuszeichnungChartplatzierungen (Jahr, Titel, Platzierungen, Wochen, Auszeichnungen, Anmerkungen) | Höchstplatzierung, Gesamtwochen, AuszeichnungChartplatzierungen (Jahr, Titel, Platzierungen, Wochen, Auszeichnungen, Anmerkungen) | Höchstplatzierung, Gesamtwochen, AuszeichnungChartplatzierungen (Jahr, Titel, Platzierungen, Wochen, Auszeichnungen, Anmerkungen) | Anmerkungen                          |
| Jahr | Titel         | DE | AT | UK | Anmerkungen                          |
| ---- | ------------- | --- | --- | --- | ------------------------------------ |
| 1994 | Let Loose     | — | — | UK20 Silber · (16 Wo.)UK | Produzenten: Let Loose, Nicky Graham |
| 1996 | Rollercoaster | — | — | UK42 (1 Wo.)UK |                                      |

### Singles
| Jahr | Titel Album                              | Höchstplatzierung, Gesamtwochen, AuszeichnungChartplatzierungen (Jahr, Titel, Album, Platzierungen, Wochen, Auszeichnungen, Anmerkungen) | Höchstplatzierung, Gesamtwochen, AuszeichnungChartplatzierungen (Jahr, Titel, Album, Platzierungen, Wochen, Auszeichnungen, Anmerkungen) | Höchstplatzierung, Gesamtwochen, AuszeichnungChartplatzierungen (Jahr, Titel, Album, Platzierungen, Wochen, Auszeichnungen, Anmerkungen) | Anmerkungen                          |
| Jahr | Titel Album                              | DE | AT | UK | Anmerkungen                          |
| ---- | ---------------------------------------- | --- | --- | --- | ------------------------------------ |
| 1993 | Crazy for You Let Loose                  | DE91 (4 Wo.)DE | AT27 (2 Wo.)AT | UK2 Gold · (32 Wo.)UK | Erstveröffentlichung: 12. April 1993 |
| 1994 | Seventeen Let Loose                      | — | — | UK11 (14 Wo.)UK |                                      |
| 1995 | One Night Stand Let Loose                | — | — | UK12 (7 Wo.)UK |                                      |
| 1995 | Best in Me (Bedroom Effort) Let Loose    | — | — | UK8 (5 Wo.)UK |                                      |
| 1995 | Everybody Say Everybody Do Rollercoaster | — | — | UK29 (6 Wo.)UK |                                      |
| 1996 | Make It with You Rollercoaster           | — | — | UK7 (6 Wo.)UK | Erstveröffentlichung: 10. Juni 1996  |
| 1996 | Take It Easy Rollercoaster               | — | — | UK25 (4 Wo.)UK |                                      |
| 1996 | Darling, Be Home Soon Rollercoaster      | — | — | UK65 (1 Wo.)UK |                                      |

Weitere Singles
- 1993: The Way I Wanna Be
- 1994: Face to Face